# José Luis Moure
José Luis Moure, nacido el 21 de enero de 1949, es el actual vicepresidente de la Academia Argentina de Letras.

## Biografía
Cursó sus estudios secundarios en el Colegio Nacional de Buenos Aires, es Profesor en Letras, egresado de la Facultad de Filosofía y Letras (UBA) y Doctor en Filosofía y Letras por la misma universidad. 
Es Profesor Titular Regular de Historia de la Lengua (ex Filología Hispánica) y director de la Cátedra Libre de Estudios Árabes en la misma facultad, donde dicta también Dialectología Hispanoamericana y Lingüística Diacrónica.
Es Investigador Independiente del CONICET, donde se desempeñó asimismo como director del IIBICRIT hasta septiembre de 2014 (Instituto de Investigaciones Bibliográficas y Crítica Textual),  que resultó de la fusión administrativa del SECRIT (Seminario de Edición y Crítica Textual “Germán Orduna”) y el Instituto de Investigaciones Bibliográficas “Antonio J. Zinny”.  Ha dirigido varios proyectos de investigación subsidiados por la Universidad de Buenos Aires y por la Agencia de Promoción Científica del Ministerio de Ciencia y Tecnología. Ha participado como expositor en numerosos congresos nacionales e internacionales.
Es miembro de la Real Academia Española, de la Academia Norteamericana de la Lengua Española y de la Academia Argentina de Letras, de la que es el actual vicepresidente y de la que fue presidente del 2013 al 2019. Es autor de numerosos artículos de su especialidad. Además, dirigió la revista Incipit.

## Obras
- Nuestra expresión. Lecturas sobre la identidad de la lengua de los argentinos (2017)

Editor de Verdadera relación de la conquista del Perú y provincia del Cuzco de Francisco de Jerez. 
Coautor del estudio introductorio de la edición de la Crónica del Rey Don Pedro de Castilla realizada por Germán Orduna, de cuya versión abreviada prepara la edición crítica.
Coautor de la Crónica de Enrique III, en colaboración con Jorge Ferro.